# Jérémy Gagnon-Laparé
Pour les articles homonymes, voir Gagnon et Laparé.
Jérémy Gagnon-Laparé, né le 9 mars 1995 à Sherbrooke au Québec, est un joueur international canadien de soccer évoluant au poste de milieu de terrain au HFX Wanderers en Première ligue canadienne.

## Biographie

### Impact de Montréal
Au cours de la saison 2013, il intègre régulièrement l'équipe réserve de l'Impact et dispute plusieurs matchs en MLS Reserve Division.
Il fait sa première entrée en jeu avec l'équipe première de l'Impact le 7 mai 2014, à la 86e minute du match aller de la demi-finale du Championnat canadien à Edmonton (défaite 1-2 face au FC Edmonton). Le 3 juillet 2014, Jérémy signe son premier contrat professionnel avec l'Impact.
Il dispute son premier match de MLS le 25 juillet 2014, en entrant en jeu lors de la défaite 3-1 de l'Impact sur la route face au Real Salt Lake.

### Ottawa puis Saint Louis
Le 6 octobre 2015, alors que la saison de la réserve de l'Impact de Montréal est terminée, Gagnon-Laparé est prêté pour la fin de saison au Fury d'Ottawa en NASL.
À l'issue de la saison 2019, il quitte le Fury d'Ottawa qui cesse ses activités et signe pour la saison suivante avec le Saint Louis FC et reste en USL Championship.

### HFX Wanderers
Le 20 janvier 2021, Gagnon-Laparé signe un contrat de deux ans avec une option pour 2023 avec les HFX Wanderers en Première ligue canadienne.

### Sélection nationale
Durant l'été 2013, il est retenu avec la sélection nationale U18 par Benito Floro. Il est ensuite invité par le nouveau sélectionneur, le même Floro, au camp de l'équipe nationale de Valence (Espagne) du 1er au 11 septembre 2013.

## Statistiques
| Saison                | Club                  | Championnat           | Championnat | Championnat | Coupe(s) nationale(s) | Coupe(s) nationale(s) | Compétition(s) continentale(s) | Compétition(s) continentale(s) | Compétition(s) continentale(s) | Séries | Séries | Total | Total |
| Saison                | Club                  | Division              | M.          | B.          | M.                    | B.                    | Comp.                          | M.                             | B.                             | M.     | B.     | M.    | B.    |
| 2014                  | Impact de Montréal    | MLS                   | 5           | 0           | 1                     | 0                     | LCC                            | 2                              | 0                              | -      | -      | 8     | 0     |
| 2015                  | Impact de Montréal    | MLS                   | 2           | 0           | 0                     | 0                     | LCC                            | 0                              | 0                              | 0      | 0      | 2     | 0     |
| 2016                  | Impact de Montréal    | MLS                   | 0           | 0           | 1                     | 0                     | -                              | -                              | -                              | 0      | 0      | 1     | 0     |
| Sous-total            | Sous-total            | Sous-total            | 7           | 0           | 2                     | 0                     | -                              | 2                              | 0                              | 0      | 0      | 11    | 0     |
| 2015                  | Fury d'Ottawa (prêt)  | NASL                  | 3           | 0           | -                     | -                     | -                              | -                              | -                              | 1      | 0      | 4     | 0     |
| 2016-2017             | AS Vitré              | CFA                   | 13          | 1           | -                     | -                     | -                              | -                              | -                              | -      | -      | 13    | 1     |
| 2017-2018             | AS Vitré              | National 2            | 24          | 1           | 3                     | 0                     | -                              | -                              | -                              | -      | -      | 27    | 1     |
| Sous-total            | Sous-total            | Sous-total            | 37          | 2           | 3                     | 0                     | -                              | -                              | -                              | 0      | 0      | 40    | 2     |
| 2018                  | Fury d'Ottawa         | USL                   | 11          | 0           | 1                     | 0                     | -                              | -                              | -                              | -      | -      | 12    | 0     |
| 2019                  | Fury d'Ottawa         | USLC                  | 32          | 0           | 4                     | 0                     | -                              | -                              | -                              | 1      | 0      | 37    | 0     |
| Sous-total            | Sous-total            | Sous-total            | 43          | 0           | 5                     | 0                     | -                              | -                              | -                              | 1      | 0      | 49    | 0     |
| 2020                  | Saint Louis FC        | USLC                  | 9           | 0           | -                     | -                     | -                              | -                              | -                              | 0      | 0      | 9     | 0     |
| 2021                  | HFX Wanderers         | PLCan                 | 22          | 0           | 2                     | 0                     | -                              | -                              | -                              | -      | -      | 24    | 0     |
| 2022                  | HFX Wanderers         | PLCan                 | 22          | 0           | 1                     | 0                     | -                              | -                              | -                              | -      | -      | 23    | 0     |
| Sous-total            | Sous-total            | Sous-total            | 44          | 0           | 3                     | 0                     | -                              | -                              | -                              | -      | -      | 47    | 0     |
| 2023                  | York United FC        | PLCan                 | 0           | 0           | 0                     | 0                     | -                              | -                              | -                              | -      | -      | 0     | 0     |
| Total sur la carrière | Total sur la carrière | Total sur la carrière | 143         | 3           | 12                    | 0                     | -                              | 2                              | 0                              | 2      | 0      | 159   | 3     |